# Max Wirth (Fußballspieler)
Max Wirth (Lebensdaten unbekannt) war ein deutscher Fußballspieler.

## Karriere
Wirth, Mittelfeldspieler des SV Prussia-Samland Königsberg, bestritt in den vom Baltischen Rasen- und Wintersport-Verband organisierten Meisterschaften Punktspiele.
Mit der Auflösung des Verbandes Königsberger Ballspiel-Vereine und der Gründung des Baltischen Rasen- und Wintersport-Verbandes wurde mit der Saison 1907/08 in drei regionalen Bezirksklassen die erste Baltische Meisterschaft ausgespielt.
Während seiner Vereinszugehörigkeit gewann er je zweimal die Meisterschaft im Bezirk Königsberg – einen von zehn bzw. 13 Bezirken, letztere auf vier Kreisen aufgeteilt – und die Baltische Meisterschaft sowie – Struktur bedingt und zwischengeschaltet – die Ostpreußische Meisterschaft.
Aufgrund der beiden errungenen Baltischen Meistertitel war seine Mannschaft auch zweimal in der Endrunde um die Deutsche Meisterschaft vertreten; beide Male verlor er mit seiner Mannschaft jedoch die Auftaktbegegnung. Sowohl am 13. April 1913 als auch am 3. Mai 1914 verlor der SV Prussia-Samland Königsberg auf dem Berliner Sportplatz an der Rathausstraße, der Spielstätte des BTuFC Union 1892, mit 1:6 gegen den BTuFC Viktoria 89 und auf dem Königsberger Walter-Simon-Sportplatz, der Spielstätte des Königsberger STV, mit 1:4 gegen den VfB Leipzig, gegen den ihm mit dem Treffer zur 1:0-Führung in der 25. Minute sein einziges Tor gelang.

## Erfolge
- Teilnehmer an der Endrunde um die Deutsche Meisterschaft 1913, 1914
- Baltischer Meister 1913, 1914
- Ostpreußischer Meister 1914
- Bezirksmeister Königsberg 1913, 1914